# Дожить до рассвета (фильм, 2025)
«Дожить до рассвета» (англ. Until Dawn) — американский фильм ужасов режиссёра Давида Ф. Сандберга по сценарию Гари Добермана, основанный на одноимённой компьютерной игре 2015 года компании PlayStation Studios. В фильме снимались Элла Рубин, Майкл Чимино, Ю Джи-ен, Одесса Эйзайон, Майя Митчелл, Белмонт Камели и Петер Стормаре.
Фильм вышел в американский прокат 25 апреля 2025 года.

## В ролях
- Элла Рубин
- Майкл Чимино
- Ю Джи-ен[англ.]
- Одесса Эйзайон[англ.]
- Майя Митчелл
- Белмонт Камели
- Петер Стормаре — доктор Алан Дж. Хилл, психиатр

## Производство
В январе 2024 года стало известно, что компании Screen Gems и PlayStation Productions занимаются разработкой киноадаптации компьютерной игры Until Dawn. В качестве режиссёра был утверждён Давид Ф. Сандберг, сценаристом стал Гари Доберман. В июне того же года был объявлен актёрский состав, в который вошли Элла Рубин, Майкл Чимино, Ю Джи-ен и Одесса Эйзайон. В августе стало известно, что в фильме также снимутся Майя Митчелл, Белмонт Камели и Петер Стормаре.
Съёмки фильма начались 5 августа 2024 года и завершились 4 октября.

## Релиз
Картина появилась в кинотеатрах США 25 апреля 2025 года.